# Comté d'Athabasca
Pour les articles homonymes, voir Athabasca.
Le comté d'Athabasca (anglais : Athabasca County) est un district municipal du centre-nord d'Alberta, au Canada. Il se situe au nord-est d'Edmonton, dans la division de recensement No 13. Avant son renommage du 1er décembre 2009, le comté d'Athabasca s’appelait officiellement « comté d'Athabasca No  12 ».

## Communautés et localités
Les communautés suivantes se situent dans le comté d'Athabasca :
Bourgs
- Athabasca

Villages
- Boyle

Villages d'été
- Bondiss
- Island Lake
- Island Lake South
- Mewatha Beach
- South Baptiste
- Sunset Beach
- West Baptiste
- Whispering Hills

Hameaux
- Atmore
- Breynat
- Caslan
- Colinton
- Donatville
- Ellscott
- Grassland
- Meanook
- Perryvale
- Rochester
- Wandering River

Les localités suivantes se situent dans le comté d'Athabasca :
Localités
- Amber Valley
- Amesbury
- Athabasca Acres
- Athabasca Landing Settlement
- Balay Subdivision
- Baptiste Lake
- Big Coulee
- Blue Jay
- Century Estates
- Coolidge
- Dakin
- Deep Creek
- Frains
- Glenshaw
- Grosmont
- Kinikinik
- Lahaieville
- Lincoln
- Lyall Subdivision
- McNabb's
- Meadowbrook
- Meanock
- O'Morrow
- Paxson
- Pine Grove Estates
- Pleasant View
- Prosperity
- Richmond Park
- Sarrail
- Sawdy
- Spruce Valley
- West Wind Trailer Park
- White Gull

## Démographie
| 2001  | 2006  | 2011  | 2016  |
| ----- | ----- | ----- | ----- |
| 7 521 | 7 587 | 7 662 | 7 869 |